# Innovazione tecnologica (economia)
L'innovazione tecnologica può essere definita come il processo di crescita degli strumenti sia teorici sia materiali tramite cui l'economia agisce sui propri interessi. Essa può essere perseguita da istituzioni 
I Ministri partecipanti al Consiglio "Sulla Competitività", tenutosi a Bruxelles il 13 maggio 2003, hanno così chiarito il concetto di innovazione:
L'Enciclopedia Treccani adotta la seguente definizione di "innovazione tecnologica":

## Descrizione

### Ruolo storico dell'innovazione tecnologica
Secondo diversi studi, i cicli di lungo periodo della storia economica scaturiscono spesso da determinate innovazioni tecnologiche, che ne segnano l'inizio e ne contraddistinguono l'intero corso. Si evidenzia, in particolare, il ruolo storico delle seguenti grandi innovazioni tecnologiche:
1. La prima rivoluzione industriale (1770-1830), scaturita dalle innovazioni nell'industria tessile in Inghilterra
2. La diffusione della ferrovia (1840-1890)
3. L'elettrificazione, l'industria chimica, il motore a combustione interna (1890-1930)
4. La produzione di massa secondo i metodi prescritti dal fordismo (1930-1980)
5. Le tecnologie di comunicazione di massa (1980-oggi).

Ai lunghi cicli economici è legato il concetto di paradigma tecnologico, ovvero un insieme di principi ispiratori che sovrintendono all'evoluzione tecnologica e indirizzano la ricerca scientifica e tecnologica in un dato periodo. Ad esempio, l'attuale ciclo economico può dirsi dominato dal paradigma dell'informazione e della comunicazione, che ha avuto inizio negli anni 1960 con l'introduzione sul mercato dei primi strumenti hardware e software alla base dell'attuale Era dell'informazione.

### Ruolo economico dell'innovazione tecnologica
Nelle economie moderne il motore della crescita economica spesso è stato rappresentato proprio dall'innovazione tecnologica: questa componente è stata infatti in grado di generare un effetto a catena/valanga sulle altre variabili macroeconomiche con conseguente aumento dei consumi, della produttività (PIL) e dell'occupazione. Fondamentale per la creazione di innovazione sotto forma di ricerca e sviluppo è ed è stato anche l'accesso al credito degli istituti di credito da parte delle imprese per la promozione dei loro investimenti in ricerca cioè dunque l'interazione forte tra i sottosistemi di produzione e consumo col sistema creditizio-finanziario all'interno del sistema economico stesso.

### Classificazione
A seconda dell'oggetto specifico dell'innovazione, si può distinguere fra innovazioni di prodotto e di processo, come proposto da Joseph Schumpeter nella Teoria dello sviluppo economico del 1934.
- Le innovazioni di prodotto riguardano direttamente l'introduzione di un nuovo bene o un servizio.
- Le innovazioni di processo consistono nell'introduzione di un nuovo metodo di produzione o di distribuzione.

A seconda del grado di novità, le innovazioni tecnologiche si possono classificare in incrementali e radicali.
- Le innovazioni incrementali consistono in un miglioramento o adattamento di una tecnologia già esistente. Ad esempio la pubblicazione di una nuova versione di Linux con funzionalità potenziate è un caso di innovazione incrementale.
- Le innovazioni radicali, al contrario, comportano una cesura con la tecnologia disponibile in precedenza. Ad esempio, l'introduzione di Internet può essere considerata un'innovazione radicale.

A seconda del meccanismo catalizzatore, è possibile distinguere fra un modello di innovazione tecnologica lineare e un modello a catena.
- Nel modello lineare, l'innovazione è il risultato diretto di una successione ben definita di stadi: la ricerca, lo sviluppo, la progettazione, la produzione e la commercializzazione di un bene.[2] Tale modello è stato storicamente alla base dell'assegnazione degli incentivi pubblici alla ricerca: si ritiene infatti, promuovendo la ricerca di base, di innescare il primo stadio dell'innovazione.
- Nel modello a catena, viene evidenziato il feedback da parte del mercato, che, generando un'aspettativa, è in grado di indirizzare le imprese o gli enti pubblici verso determinate linee di innovazione. A sua volta, l'aspettativa del mercato è connessa alla diffusione e all'accettazione delle innovazioni precedenti. In tale modello la centralità della ricerca viene meno; è possibile innovare anche tramite una ricombinazione di tecnologie esistenti o attraverso un'acquisizione di conoscenze (acquisto di brevetti, consulenze, trasferimento di conoscenza). Inoltre, non solo la ricerca di base può portare a innovazioni tecnologiche, ma può avvenire anche il viceversa: la tecnologia può precedere la scienza. Questo modello è effettivamente predominante nell'industria contemporanea.

## Saggi
- Il mondo tra 50 anni (titolo originale: Toward the Year 2018 ) di Mesthene, Brennan, MacDonald, Halaby, Pierce, Malone, Oettinger, De Sola Pool, De Carlo, Scarlott, Gale Johnson, Hauser, Kahn e Wiener, Roger Revelle. Traduzione di Franco Caposio, Milano, Ed. Etas Kompass, 1969
- Misurare l'innovazione digitale Archiviato il 18 giugno 2015 in Internet Archive., a cura di E.Tasso, A.Mola, A.Cortesi e A.Candiello, Edizioni Ca'Foscari, 2015.
- Managing Corporate Innovation. Determinants, Critical Issues and Success Factors di Rangone, Adalberto. Springer International Publishing, Cham (2020), https://www.springer.com/gp/book/9783030317676#aboutBook